# Clare Grant
Clare Grant (Memphis, 23 agosto 1979) è un'attrice, produttrice cinematografica ed ex modella statunitense.

## Biografia
Clare è nata a Memphis da famiglia di origini irlandesi, inglesi, scandinave e native americane. Per permettersi gli studi al college ha fatto la modella tramite Elite Model Management in diverse campagne pubblicitarie, tra cui per aziende come L'Oréal.
La sua carriera da attrice è iniziata con piccoli ruoli, debuttando in Quando l'amore brucia l'anima - Walk the Line ed apparendo in diversi film indipendenti. Dopo averla scritturata come protagonista in due dei suoi film indipendenti, Craig Brewer l'ha ingaggiata nel film Black Snake Moan nel ruolo di Kell, la migliore amica di Rae Doole interpretata da Christina Ricci, e successivamente come protagonista della sua serie di MTV $5 Cover. Ha poi interpretato il ruolo principale di Megan Graves nel primo film indipendente dello scrittore di fumetti Brian Pulido, The Graves, seguito dal ruolo di Beverly nel film Joshua Tree, 1951: A Portrait of James Dean, diretto da Matthew Mishory. Nel 2013 ha interpretato il ruolo principale di Martha Collins nel film The Insomniac e ha doppiato il personaggio Black Widow / Natasha Romanoff nel film d 'animazione della Marvel Iron Man: Rise of Technovore. Due anni dopo ha interpretato un ruolo da non protagonista in Phantom Halo ed è apparsa nel film antologico intitolato Holidays, selezionato al Tribeca Film Festival del 2016.

### Vita privata
Clare ha incontrato per la prima volta l'attore Seth Green nel 2006 al Golden Apple Comics. I due si sono sposati il 1º maggio 2010 allo Skywalker Ranch e la cerimonia è stata officiata da Craig Brewer, regista e amico di lunga data dell'attrice.

## Filmografia

### Cinema
- Resolutions of the Complacent Man, regia di Craig Brewer – cortometraggio (2004)
- The Smallest Oceans, regia di Jeremy Benson (2005)
- Quando l'amore brucia l'anima - Walk the Line (Walk the Line), regia di James Mangold (2005)
- Minimum Wage War, regia di Rain Rucker – cortometraggio (2006)
- Happenstance, regia di Carlos Dorsey – cortometraggio (2006)
- Send in the Clown, regia di Spencer Schilly (2006)
- Black Snake Moan, regia di Craig Brewer (2007)
- The Graves, regia di Brian Pulido (2009)
- Iron Man 2, regia di Jon Favreau (2010)
- Daylight Fades, regia di Brad Ellis (2010)
- No Rest for the Wicked: A Basil & Moebius Adventure, regia di Ryan Schifrin – cortometraggio (2011)
- Hooked, regia di Axelle Carolyn – cortometraggio (2011)
- Light Masters, regia di Kelly Rigg – cortometraggio (2011)
- Joshua Tree, 1951: A Portrait of James Dean, regia di Matthew Mishory (2012)
- Saber, regia di Adam Green, Seth Green e Joe Lynch – cortometraggio (2009-2014)
- The Insomniac, regia di Monty Miranda (2013)
- Wonder Woman, regia di Sam Balcomb – cortometraggio (2013)
- Phantom Halo, regia di Antonia Bogdanovich (2014)
- Mega Shark vs Kolossus, regia di Christopher Douglas e Olen Ray (2015)
- Holidays, regia di Scott Stewart (2016)
- The Transfiguration, regia di Micheal O'Shea (2016)
- Meat Cute, regia di Ashley Holliday Tavares – cortometraggio (2017)
- Dance Baby Dance, regia di Stephen Kogon (2018)
- American Typecast, regia di Dane Cook – cortometraggio (2019)
- Shazam!, regia di David F. Sandberg (2019)
- Godzilla II - King of the Monsters (Godzilla: King of the Monsters), regia di Michael Dougherty (2019)
- Changeland, regia di Seth Green (2019)
- Confessions of a Producer, regia di Jim Lewis (2020)
- Seek, regia di Aaron Morgan – cortometraggio (2020)
- Guardiani della Galassia Vol. 3 (Guardians of the Galaxy Vol. 3), regia di James Gunn (2023)
- The Private Eye, regia di Jack Cook (2024)

### Televisione
- Masters of Horror – serie TV, episodio 2x08 (2006)
- Campus Ladies – serie TV, episodio 2x04 (2006)
- $5 Cover – serie TV, 14 episodi (2009)
- CSI: Miami – serie TV, episodio 9x12 (2011)
- Nightmare Slayers – serie TV, episodio pilota (2011)
- The Guild – serie TV, 5 episodi (2011)
- Save the Supers – serie TV, episodio 1x07 (2012)
- Team Unicorn – serie TV, 7 episodi (2010-2014)
- Husbands – serie TV, episodi 2x01-2x02-3x01 (2012-2013)
- Q.V.G. – serie TV, 11 episodi (2013)
- The Team Unicorn Saturday Action Fun Hour! – serie TV, episodio 1x01 (2014)
- Con Man – serie TV, episodio 1x05 (2015)
- Castle – serie TV, episodio 8x10 (2016)
- Lettera d'amore letale (Lethal Love Letter), regia di Jake Helgren – film TV (2021)

### Doppiaggio
- Abby Holland, Cheetah e Ice in Robot Chicken DC Comics Special
- Latts Razzi in Star Wars: The Clone Wars
- Black Widow / Natasha Romanoff in Iron Man: Rise of Technovore
- Vari personaggi in Mad
- Anathema in Dragonfyre
- Catwoman, Little Girl e Poison Ivy in Robot Chicken DC Comics Special 2: Villains in Paradise
- Computer in Hulk e gli agenti S.M.A.S.H.
- Titania in Avengers Assemble
- Vari personaggi in Robot Chicken
- Lily in Klutz Muttz
- Kitty in The Von Dingles in: Halloween Massacre

## Doppiatrici italiane
Nelle versioni in italiano delle opere in cui ha recitato, Clare Grant è stata doppiata da:
- Valentina Mari[4] in CSI: Miami[5]
- Elisabetta Spinelli in Masters of Horror[6]
- Francesca Manicone in Castle[7]

Da doppiatrice è stata doppiata da:
- Domitilla D'Amico in Iron Man: Rise of Technovore[8]